# Richard Francis-Bruce
Richard Francis-Bruce est un monteur australien, né le 10 décembre 1948 à Sydney (Australie).

## Filmographie

### Cinéma
- 1983 : Goodbye Paradise de Carl Schultz
- 1983 : Careful, He Might Hear You de Carl Schultz
- 1985 : Mad Max : Au-delà du dôme du tonnerre (Mad Max Beyond Thunderdome) de George Miller et George Ogilvie
- 1986 : Short Changed de George Ogilvie
- 1987 : Bullseye de Carl Schultz
- 1987 : Les Sorcières d'Eastwick (The Witches of Eastwick) de George Miller
- 1989 : Calme blanc (Dead Calm) de Phillip Noyce
- 1989 : Le Sang des héros (The Blood of Heroes) de David Webb Peoples
- 1990 : Cadillac Man de Roger Donaldson
- 1991 : Crooked Hearts de Michael Bortman
- 1992 : Lorenzo (Lorenzo's Oil) de George Miller
- 1993 : Sliver de Phillip Noyce
- 1994 : Les Évadés (The Shawshank Redemption) de Frank Darabont
- 1994 : Chérie, vote pour moi (Speechless) de Ron Underwood
- 1995 : Seven (Se7en) de David Fincher
- 1996 : Rock (The Rock) de Michael Bay
- 1997 : Air Force One de Wolfgang Petersen
- 1999 : Instinct de Jon Turteltaub
- 1999 : La Ligne verte (The Green Mile) de Frank Darabont
- 2000 : En pleine tempête (The Perfect Storm) de Wolfgang Petersen
- 2001 : Harry Potter à l'école des sorciers (Harry Potter and the Sorcerer's Stone) de Chris Columbus
- 2003 : Braquage à l'italienne (The Italian Job) de F. Gary Gray
- 2004 : Mémoire effacée (The Forgotten) de Joseph Ruben
- 2007 : Ghost Rider de Mark Steven Johnson
- 2008 : David & Fatima d'Alain Zaloum
- 2010 : Repo Men de Miguel Sapochnik
- 2010 : Kiss and Kill de Robert Luketic
- 2010 : Main Street de John Doyle (en)
- 2012 : Cristeros de Dean Wright
- 2013 : Oblivion de Joseph Kosinski
- 2014 : Divergente de Neil Burger
- 2015 : Truth : Le Prix de la vérité (Truth) de James Vanderbilt
- 2016 : Ben-Hur de Timur Bekmambetov
- 2016 : Cinquante nuances plus sombres (Fifty Shades Darker) de James Foley
- 2018 : Cinquante nuances plus claires (Fifty Shades Freed) de James Foley

### Télévision
- 1978 : Because He's My Friend (téléfilm)
- 1979 : Golden Soak (mini série télévisée - 6 épisodes)
- 1979 : Patrol Boat (série télévisée)
- 1981 : Levkas Man (série télévisée)
- 1983 : The Dismissal (mini série télévisée - 3 épisodes)
- 1988 : Barracuda (téléfilm)
- 1992 : Le Bar de l'angoisse (Nightmare Café) (série télévisée)
- 1992 : The Nightman (téléfilm)
- 2002 : Sur le chemin de la guerre (Path to War)

## Distinctions

### Récompense
- 1989 : Récompensé aux Australian Film Institute pour Calme blanc

### Nominations
- 3 fois nommé aux Oscars pour Air Force One, Seven et Les Évadés.
- 3 fois nommé aux Australian Film Institute pour Careful, He Might Hear You, Short Changed et Bullseye
- 4 fois nommé aux American Cinema Editors pour Harry Potter à l'école des sorciers, Air Force One, Rock et Les évadés.